# Райс, Хелена
Хелена Райс или Лена Райс (англ. Helena "Lena" Rice), полное имя Хелена Берта Грейс Райс (англ. Helena Bertha Grace Rice; 21 июня 1866, Марлхилл, рядом с Нью-Инн, Ирландия — 21 июня 1907, там же) — ирландская теннисистка, чемпионка Уимблдонского турнира в женском одиночном разряде (1890).

## Биография
Хелена Райс родилась 21 июня 1866 года в Марлхилле — двухэтажном особняке, расположенном рядом с деревней Нью-Инн (графство Типперэри, Ирландия). Она была седьмым ребёнком из восьми в семье Спринга Райса (Spring Rice) и Анны Горде (Anna Gorde). Теннис был в их семье популярным развлечением, и в ранние годы основной партнёршей Хелены была её сестра Энни, вместе с которой они играли в Кэрском клубе лаун-тенниса (англ. Cahir Lawn-Tennis Club), расположенном в Кэре.
Первым турниром за пределами графства, в котором Райс приняла участие, был Чемпионат Ирландии по теннису, который состоялся в Дублине в мае 1889 года. В одиночных соревнованиях Хелена Райс дошла до полуфинала, в котором она в упорной борьбе уступила Бланш Бингли-Гильярд со счётом 5-7, 5-7. В женском парном разряде, выступая в паре с Бингли-Гильярд, они дошли до финала, а вместе с Уилогби Хэмилтоном они завоевали звание чемпионов в смешанном парном разряде.
Летом 1889 года Райс приняла участие в Уимблдонском турнире. Так как прошлогодняя чемпионка Лотти Дод в турнире не участвовала, судьба чемпионского звания решалась в финале турнира претенденток, в котором встречались Бланш Бингли-Гильярд и Хелена Райс. Райс удалось выиграть первый сет, но Бингли-Гильярд сумела отыграться и довести матч до победы: 4-6, 8-6, 6-4.
В 1890 году Райс во второй раз выступила на Чемпионате Ирландии по теннису в Дублине. На этот раз в одиночных соревнованиях она дошла до финала, в котором она проиграла Луизе Мартин со счётом 7-9, 4-6.
На Уимблдонском турнире 1890 года прошлогодняя чемпионка Бингли-Гильярд отказалась защищать свой титул, и опять судьба чемпионского титула решалась в финале турнира претенденток, в который опять удалось пробиться Хелене Райс. На этот раз она играла с британкой Мэй Джекс и, победив её со счётом 6-4, 6-1, Райс стала первой ирландкой, завоевавшей звание чемпионки Уимблдонского турнира в женском одиночном разряде.
На Уимблдонском турнире 1891 года Хелена Райс отказалась от защиты своего звания чемпионки. Более того, нет информации о её участии в кахих-либо других турнирах после её победы на Уимблдонском турнире 1890 года. Возможно, это было связано с ситуацией в семье — в 1891 году умерла мать Хелены.
Хелена Райс никогда не была замужем. Она умерла от туберкулёза в Марлхилле 21 июня 1907 года, в свой 41-й день рождения.

### Финалы Уимблдонского турнира

#### Одиночный разряд: 2 финала (1 победа — 1 поражения)
| Результат | №  | Год  | Турнир   | Соперница    | Счёт          |
| Поражение | 1. | 1889 | Уимблдон | Бланш Бингли | 6-4, 6-8, 4-6 |
| Победа    | 1. | 1890 | Уимблдон | Мэй Джекс    | 6-4, 6-1      |